# Anaukpeitlun
Anaukpeitlun (littéralement « mort dans l'ouest »; 21 janvier 1578 – 9 juillet 1628) fut un roi de Birmanie du début du XVIIe siècle (1606-1628). 
Petit-fils du roi Bayinnaung, né sans doute vers 1578, il mit fin à l'anarchie qui régnait depuis la mort de son grand-père, réunifia la Birmanie et rétablit la puissance de la dynastie Taungû sous le nom de "Dynastie Nyaungyan", ou "Dynastie  Taungû restaurée". 

## Biographie
Fils du roi Nyaungyan Min, qui avait reconquis la Haute-Birmanie, Anaukpeitlun poursuivit son œuvre en lançant une invasion de la Basse-Birmanie, reprenant Prome en 1607 et Taungû en 1610. Taungû fut attaquée en 1612 par les Siamois et les Portugais basés à Syriam. En représailles, Anaukpeitlun mit le siège devant cette ville, alors aux mains du mercenaire Philippe de Brito. Il finit par la prendre en septembre 1613, faisant crucifier Brito et réduire en esclavage les Portugais et les eurasiens survivants (nommés bayingyi, ceux-ci furent transférés dans deux villages près de Shwebo et formèrent un corps héréditaire d'artilleurs au service des rois birmans),.
Les forces d'Anaukpeitlun envahirent le royaume d'Ayutthaya la même année, occupant brièvement le Tenasserim, qu'elles furent néanmoins obligées d'abandonner l'année suivante devant une offensive lusitano-siamoise. Anaukpeitlun continua à asseoir son pouvoir sur la Birmanie et reprit le Lanna, dans le nord de la Thaïlande, mais il fut finalement assassiné en 1628 par son fils Minyedaikpa, qui craignait d'être puni pour une liaison avec une des concubines de son père. Son frère Thalun lui succéda l'année suivante (1629-1648).